# Romallo
Romallo é uma comuna italiana da região do Trentino-Alto Ádige, província de Trento, com cerca de 590 habitantes. Estende-se por uma área de 2 km², tendo uma densidade populacional de 295 hab/km². Faz fronteira com Revò, Cloz, Dambel, Sanzeno.